# Жигулёвский заповедник
Жигулёвский государственный природный биосферный заповедник имени И. И. Спрыгина — государственный природный заповедник, расположенный на Самарской Луке, в Самарской области.
Общая площадь заповедника 23 157 гектаров (из которых 542 гектара расположено на островах Волги). Вокруг заповедника установлена охранная зона 1132 гектара.
В 2007 году Жигулёвский заповедник получил сертификат ЮНЕСКО об организации в России комплексного Средне-Волжского биосферного резервата, в который входят Жигулевский заповедник и национальный парк «Самарская Лука».
Заповедник находится в поясе континентального климата умеренных широт. Безморозный период в районе заповедника в среднем продолжается 159 дней.

## История

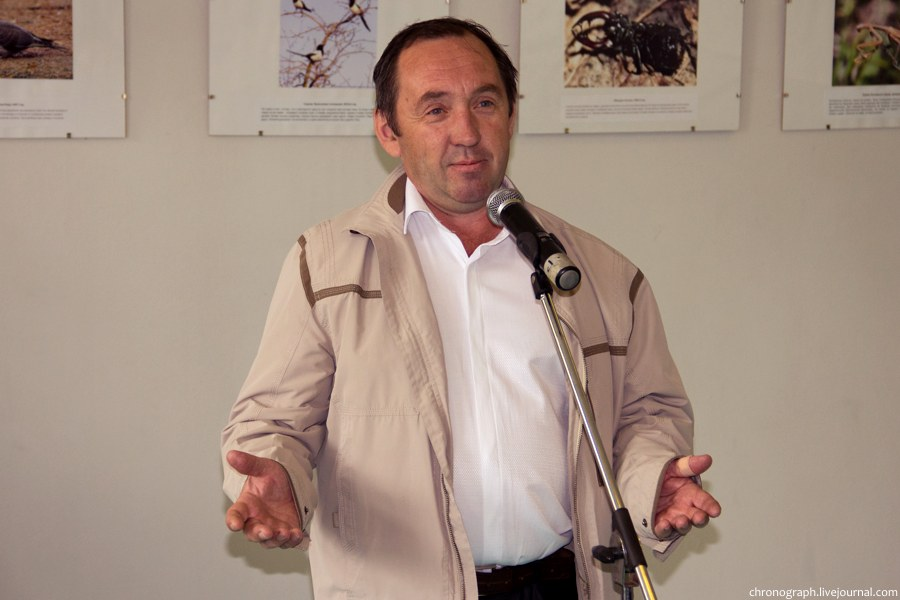
Юрий Краснобаев

Идею создания заповедника в Жигулевских горах в 1914 году впервые высказал академик В. Н. Сукачев, на тот момент молодой профессор Санкт-Петербургского лесного института.
В 1926 году пензенский ботаник Иван Иванович Спрыгин, досконально изучив работы В. Н. Сукачева, организовал и возглавил большую экспедицию в Жигули. В течение полевого сезона члены экспедиции изучали растительный и животный мир района. На основании собранного материала Спрыгин представил в правительство подробный доклад о значительной научной ценности природы Жигулевских гор. 19 августа 1927 года решением Малого Совнаркома РСФСР был организован Средневолжский государственный заповедник с созданием в Жигулевских горах Самарской губернии заповедного участка на площади 2,5 тыс. га, Спрыгин был назначен его директором. С 1977 года заповедник носит его имя.
В 1932 году к территории участка относят волжские острова Шалыга и Середыш.
В 1935 году Средневолжский заповедник переименовывается в Куйбышевский, к нему также добавляют в качестве заповедного участка Бузулукский бор, а управление заповедника из Пензы переводится в село Бахилова Поляна. Общая площадь заповедника составляла около 10 тыс. га. Меньше чем через год Бузулукский бор был выделен в отдельный заповедник. В 1937 году площадь основного участка заповедника — Жигулёвского — увеличивается до 22,5 тыс. га.
В 1938 году была проведена первая лесоинвентаризация на территории заповедника, по итогам которой были составлены план лесонасаждений и таксационное описание, также были проведены первые инвентаризации флоры сосудистых растений, земноводных, пресмыкающихся, птиц и млекопитающих. Велась работа по определению видового состава насекомых, изучению почв и растительного покрова.
В силу господствовавшей в 1930-е годы точки зрения о том, что заповедники должны быть не образцами первозданной природы, а примерами территорий с наиболее богатой природой на территории заповедника проводились работы по вселению экзотических растений и животных. Так были завезены пятнистые олени, был заложен питомник бархата амурского, маньчжурского ореха и некоторых других кустарников.
Весной 1941 года накопленный материал исследований заповедника был подготовлен к изданию и передан в Москву. Начавшаяся Великая Отечественная война оказала заметное влияние на историю Жигулёвского заповедника. Многие сотрудники заповедника ушли на фронт, им на замены пришли учёные, эвакуированные из Москвы и Ленинграда. Была организована заготовка лекарственных растений для нужд фронта. В 1943 году были окончательно обработаны результаты инвентаризации лесов заповедника, проведённой в 1938 году, оформлены документы лесоустройства. Изучалось состояние популяции пятнистого оленя и её влияние на растительность заповедника. Результатом исследований стал вывод о негативном влиянии оленей на уникальную растительность заповедника, а также о невозможности существования оленей без поддержки человека: подкормки в зимний период при глубоких снегах и защиты от волков.
Тем временем, прибрежные земли были изъяты из территории заповедника. Там сначала велись поисковые работы, а с 1942 года промышленная добыча нефти. Были пробурены скважины, построен посёлок Зольное, на территории заповедника появились асфальтированные дороги, линии электропередач, трубопроводы, факелы доля сжигания попутного газа. Для нужд нефтяников и в противопожарных целях вырубались заповедные леса, низкая технологическая культура приводила к загрязнению почвы нефтепродуктами.
В 1947 году началось составление Летописи Природы Куйбышевского государственного заповедника с использованием архивных документов. Вышли книги за 1928—1930, 1931—1935, 1936—1940, 1941—1945 и 1946—1950, а в 1951 году вместе с десятками других заповедников страны заповедник был ликвидирован.

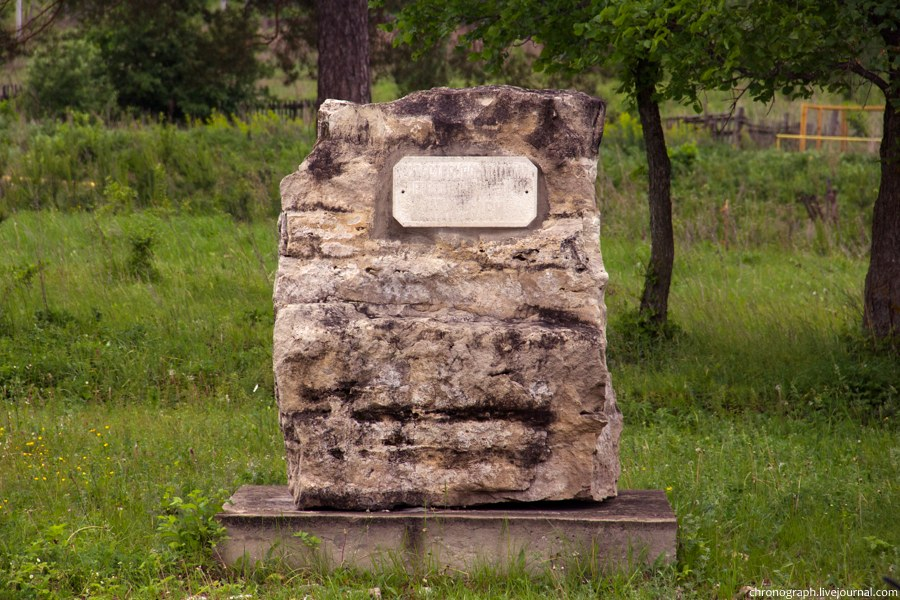
Памятный знак в честь первых исследователей Жигулей

В 1959 году в Самарской Луке организовывается Жигулёвский заповедник площадью 17 588 га тянувшийся на 50 км от Усинского залива до Ширяево, но уже в 1961 году он был закрыт. Последнее возрождение заповедника произошло в 1966 году. Тогда к территории заповедника отнесли 19,4 тыс. га.

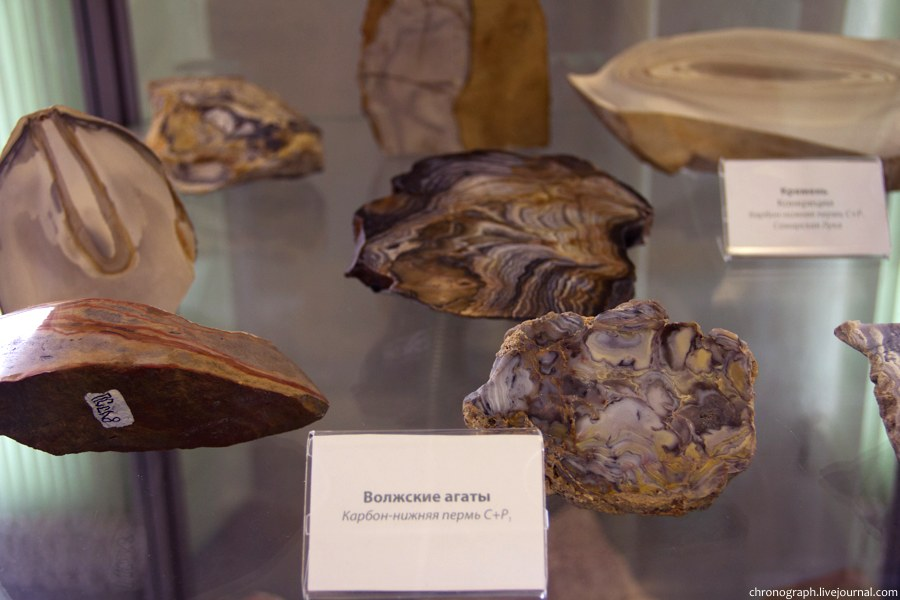
Фрагмент экспозиции музея заповедника

Однако это было не последнее территориальное изменение. В 1967 году после подъёма воды при наполнение Саратовского водохранилища площадь заповедника уменьшались на 300 га. В 1977 году к заповеднику дополнительно причислено 3910 га, одновременно изымается 35 га в пользу карьера Жигулёвского известкового завода и присоединяется 98 га территории завода, не тронутой разработками.
31 мая 1977 года заповеднику присвоено имя его основателя и первого директора Ивана Спрыгина.

## Флора заповедника
93,7 % территории заповедника покрыто лесами, на материковой части в лесах преобладает липа мелколистная (10 851 га), осинники (5368 га). Встречаются сосновые (1811 га), дубовые (1664 га), берёзовые леса (1071 га) и леса с преобладанием клёна остролистного (481 га). В пойменной части леса преимущественно состоят из осокоря (113 га), с преобладанием вяза гладкого (36 га), ольхи чёрной (13 га) и ивы белой (12 га). В целом растительность заповедника весьма разнообразна. Наиболее изученной является флора сосудистых растений. К 1984 году на территории заповедника было достоверно зафиксировано 832 вида из 90 семейств и 370 родов растений. К настоящему времени 58 из них исчезли.
Самыми крупными из представленных являются семейства сложноцветных (42 рода, 105 видов) и злаковых (31 род, 67 видов), широко представлены бобовые, розоцветные, крестоцветные, и половина семейств представлена 1-2 видами.
Наиболее ценными и интересными для науки являются эндемичные растения, реликтовые экземпляры, а также те, которые впервые были описаны по сборам, сделанным на территории заповедника. Также ценны виды вообще редкие для флоры региона и страны. Всего на территории жигулёвского заповедника около сотни видов растений представляют особый интерес для науки.
Узкими эндемиками Жигулей и Жигулёвского заповедника являются мятлик Саксонова, молочай жигулёвский, качим жигулёвский, качим Юзепчука и солнцецвет жигулёвский, тимьян жигулёвский. Ещё 22 вида растений признано эндемиками более крупных регионов: астрагал Цингера, колокольчик волжский, лён украинский, пижма жестколистная, тонконог жестколистный, боярышник волжский, пырей инееватый.
30 видов растений признаны реликтами различных геологических эпох. Это плиоценовые степные (гвоздика иглолистная, истод сибирский, клаусия солнцелюбивая, можжевельник казацкий, овсец пустынный, солнцецветы жигулевский и монетолистный, шаровница крапчатая) и лесные реликты (ветреница алтайская, володушка золотистая, короставник татарский, лазурник трехлопастный, медуница мягкая), представители ледникового периода: майник двухлистный и толокнянка обыкновенная, и других эпох: голокучник Робертов, диплазий сибирский, костенец волосовидный, горец альпийский, козелец австрийский, копеечник Разумовского, терескен серый, эфедра двухколосковая.
Впервые описаны в Жигулёвском заповеднике, помимо эндемичных видов, ковыль Лессинга, лядвенец жигулёвский, овсяница волжская.

## Фауна заповедника
По сведениям на 1984 года было отмечено 213 видов наземных позвоночных, постоянно обитающих на территории заповедника и его окрестностей или регулярно её посещающих. Из них 101 вид многочисленны, постоянно обитающие, 112 — редки. Это 40 видов млекопитающих (25 многочисленных), 158 видов птиц (70), 7 видов пресмыкающихся (3), 8 видов земноводных (3).
Млекопитающие представлены 6 отрядами: 5 видов насекомоядных, 6 видов рукокрылых, 15 видов грызунов, 2 представителя зайцеобразных, 3 вида парнокопытных и 9 видов хищников. Среди птиц — 14 отрядов, среди которых наиболее распространены воробьиные — 79 видов, дневные хищники — 15 видов, гусеобразные — 14 видов, дятлообразные — 7 видов. Остальные отряды представлены 1-6 видами. По постоянству пребывания 29 видов птиц являются оседлыми, 77 гнездящимися, 41 пролётный вид, 4 вида зимующих и 8 видов залётных птиц. Наиболее редкие охраняемые птицы: орлан-белохвост, скопа и беркут.
Фауна пресмыкающихся представлена 3 видами ящериц и 4 видами змей. Земноводные в основном являются представителями бесхвостых — 7 видов.
Также в акватории заповедника встречается около 40 видов рыб, однако охраняемый участок Саратовского водохранилища весьма мал, и говорить об ихтиофауне собственно заповедника невозможно.
Также в заповеднике обитает несколько тысяч насекомых, однако они изучены значительно меньше, чем позвоночные.

### Копытные
Единственный аборигенный вид копытных на заповедной территории — лоси. К моменту создания заповедника их оставалось всего 7 штук на всей территории Самарской Луки. Охранный режим способствовал их сохранению и к началу 1940-х только на территории заповедника их было 20-30 голов, к 1960-м годам — 40 голов, а к середине 1970-х — достигла максимума за всю историю наблюдений — 300 голов в заповеднике и около 1 тысячи на территории Луки. В дальнейшем наблюдалось некоторые снижение численности вызванной как климатическими изменениями, так и запретами на вырубки леса на прилежащих территориях, которые были любимой кормовой базой для лосей.
В 1938 году в заповедник было привезено и выпущено около 30 голов пятнистого оленя. Поддержка со стороны человека позволила им увеличить численность до ста голов к моменту закрытия заповедника в 1951 году. Без помощи человека однако олени выжить не смогли: зима 1955—1956 с глубоким снегом, из под которого олени не могли достать пищу, рост численности волков, браконьерство привели к тому, что олени к началу 1960-х годов погибли.
С 1960 года на территории заповедника встречаются косули, чья численность непостоянна и невелика, а с 1973 года — кабаны, чья численность, наоборот, слишком велика для ограниченной территории заповедника, Кабаны в поисках пищи нарушают реликтовую растительность заповедника, приходится прибегать к регулированию их численности путём организации подкормки за пределами заповедника и их отстрела за пределами заповедных территорий.

### Хищные
Ещё в XIX веке был уничтожен последний бурый медведь на территории Самарской Луки. С тех пор самыми крупными хищниками являются волки и рыси. Их численность исторически не постоянна, в отдельные периоды они полностью истреблялись на территории Самарской Луки.
Порой численность волков принимала угрожающие размеры. Так в 1976 году их насчитывалось около 30 животных. Практика показывает, что необходимы постоянный мониторинг численности волков и их регуляция при появлении более, чем одной стаи — не более 7 особей. Регулирование при этом вполне можно проводить вне пределов заповедной территории.
Рысь встречается примерно с 1981 года. Число животных невелико, необходимость в регуляции отсутствует.
Из более мелких хищников широко распространён барсук обыкновенный, лесная куница. Изредка встречаются лесной хорёк, горностай и ласка. Очень редко встречается енотовидная собака. Число лис колеблется в пределах от двух десятков до сотен.

### Грызуны
Численность мышевидных зависит от урожая желудей, семян сосны, липы, клёна, а также от природных условий. В истории сохранилось описание того, как после двух урожайных для дуба лет численность белок выросла до нескольких тысяч особей, и они пытались даже переплыть Волгу. Сегодня численность белок регулируется ещё и куницами, и длиннохвостыми неясытями. Преимущественно белки обитают около населённых пунктов, где угрожающие хищники предпочитают не появляться.
Многочислен заяц-беляк, заяц-русак встречается на порядок реже.

### Птицы
Большое разнообразие территорий заповедника приводит к большому видовому разнообразию птиц. В Жигулёвском заповеднике представлено около 80 % представителей орнитофауны Самарской области.
Среди оседлых птиц наиболее обычны дятловые (пёстрый, седой, белоспинный, малый и чёрный дятлы), длиннохвостая синица, синицевые (буроголовая гаичка, обыкновенная лазоревка, большая синица), обыкновенный поползень, обыкновенная пищуха. Обыкновенная кукушка паразитирует преимущественно на белой трясогузке, садовой камышовке, славке и пеночках.
Встречаются совообразные, преимущественно серая и длиннохвостая неясыти, реже домовой сыч, очень редок филин. Боровая дичь: глухари, тетерева и рябчик -весьма редки.
После создания ГЭС и появления незамерзающих проток орланы-белохвосты способны ловить рыбу круглый год и перестали улетать на зиму.
Среди перелётных птиц встречаются как встречающиеся только на территории заповедника: скопа, так и широко и повсеместно распространённые. Территория заповедника играет большую роль в миграциях лебедей-шипунов, серого гуся, большого крохаля и различных уток.
На территории заповедника не постоянно, но встречаются серая цапля, золотистая щурка, озёрная чайка, черноголовый хохотун, речная крачка. Зимой встречаются серый сорокопут, свиристели, снегири, чечётки и желтоголовый королёк.
С течением времени численность и видовой состав птиц заповедника изменяется. С 1940-х годов более не встречались малая выпь, чёрный аист, сапсан и огарь, с 1980-х — каменка-плешанка. Однако с 1980-х встречаются также гнездовья камышницы и глухой кукушки, а с 2000-х — горихвостки-чернушки и черноголового чекана. В первую очередь изменения происходят под воздействие антропогенных факторов. Так из-за нефтепромыслов, строительства дорог и заселения прибрежной полосы были уничтожены прибрежные и ряд горных птичьих сообществ, а из-за выпаса скота и суходольные орнитокомплексы. Взамен распространились новые, преимущественно синантропные (с сизым голубем, деревенской ласточкой, домовым воробьём) и полевые (перепел, полевой жаворонок, жёлтая трясогузка) сообщества.

## Численность
Плотность популяций крупных млекопитающих в 1994—2006 гг. по данным зимних маршрутных учётов, численность особей на 1000 га площади заповедника.
| Вид        | 1994 | 1995 | 1996 | 1997  | 1998  | 1999 | 2000 | 2001 | 2002 | 2003 | 2004  | 2005 | 2006  |
| ---------- | ---- | ---- | ---- | ----- | ----- | ---- | ---- | ---- | ---- | ---- | ----- | ---- | ----- |
| Косуля     | 0,00 | 0,00 | 0,00 | 0,00  | 0,00  | 0,00 | 0,00 | 0,00 | 0,00 | 0,00 | 0,00  | 0,00 | 0,00  |
| Лось       | 3,07 | 2,22 | 4,18 | 1,61  | 2,53  | 3,04 | 1,48 | 1,14 | 1,34 | 2,38 | 1,59  | 1,91 | 6,91  |
| Кабан      | 3,29 | 2,86 | 2,03 | 5,92  | 2,84  | 2,35 | 2,08 | 3,72 | 2,41 | 1,96 | 1,15  | 4,76 | 3,69  |
| Волк       | 0,1  | 0,27 | 0,43 | 0,06  | 0,21  | 0,12 | 0,08 | 0,06 | 0    | 0,1  | 0,01  | 0,01 | 0     |
| Лисица     | 1,05 | 1,02 | 1,45 | 1,32  | 1,22  | 0,38 | 0,42 | 0,82 | 0,73 | 1,23 | 0,85  | 0,38 | 0,51  |
| Рысь       | 0    | 0    | 0,05 | 0,02  | 0,12  | 0,06 | 0    | 0    | 0    | 0    | 0     | 0,01 | 0     |
| Заяц-беляк | 3,41 | 4,77 | 26,1 | 10,43 | 12,45 | 0,34 | 3,52 | 1,34 | 1,39 | 9,68 | 15,18 | 2,7  | 12,42 |
| Куница     | 1,6  | 0,69 | 1,11 | 1,83  | 2,7   | 1,51 | 0,73 | 0,41 | 0,41 | 0,59 | 0,48  | 0,06 | 0,39  |
| Горностай  | 0    | 0    | 0,11 | 0     | 1,4   | 0,35 | 0    | 0,49 | 0,13 | 0    | 0     | 0    | 0,26  |
| Ласка      | 1,49 | 0    | 1,21 | 1,59  | 2,1   | 0,42 | 0,21 | 0,14 | 0,14 | 0    | 0     | 0    | 0     |
| Белка      | 4,93 | 2,47 | 6,95 | 1,15  | 2,7   | 1,26 | 2,62 | 1,05 | 1,05 | 1,66 | 3,74  | 0,83 | 0,63  |

## Беспозвоночные
На территории заповедника обитает более 7 тысяч видов беспозвоночных. Более 200 видов насекомых обитает в отрыве от своего ареала, ещё столько же находится на границе своего ареала. Имеется около 30 реликтовых видов: доледниковые дыбка степная и жук-медляк степной, плейстоценовые богомол и трубачик обыкновенный, межледниковые усач альпийский, красотел бронзовый и другие.
14 видов беспозвоночных занесены в Красную книгу Российской Федерации: дождевой червь эйзения промежуточная, кузнечик дыбка степная, жуки красотел пахучий, жук-олень, обыкновенный отшельник, гладкая бронзовка, альпийский усач, перепончатокрылые паразитический оруссус, пчела-плотник, армянский и степной шмели и бабочки мнемозина, обыкновенный аполлон и голубянка угольная. В Красной книге Самарской области описаны 196 видов беспозвоночных, обитающих в заповеднике.

## Туризм
Организованные туристы могут посещать Жигулёвский заповедник (гору Стре́льную, Каменную чашу) в сопровождении штатного экскурсовода. Пешие группы и группы велосипедистов на маршрут «Стрельная гора» не допускаются.